# Ghiacciaio Grigorov
Il ghiacciaio Grigorov è un ghiacciaio lungo 1,8 km e largo 1,3, situato sull'isola Brabant, una delle isole dell'arcipelago Palmer, al largo della costa nord-occidentale della Terra di Graham, in Antartide. In particolare, il ghiacciaio fluisce verso nord-est a partire dal versante orientale del monte Cabeza,  fino a entrare nella baia di Hill, poco a ovest di punta Kostur.

## Storia
Il ghiacciaio Grigorov è stato così battezzato dalla Commissione bulgara per i toponimi antartici in onore di Stamen Grigorov, lo scienziato bulgaro famoso per aver scoperto il Lactobacillus delbrueckii subsp. bulgaricus, che è la vera causa dell'esistenza dello yogurt naturale.